# KCON

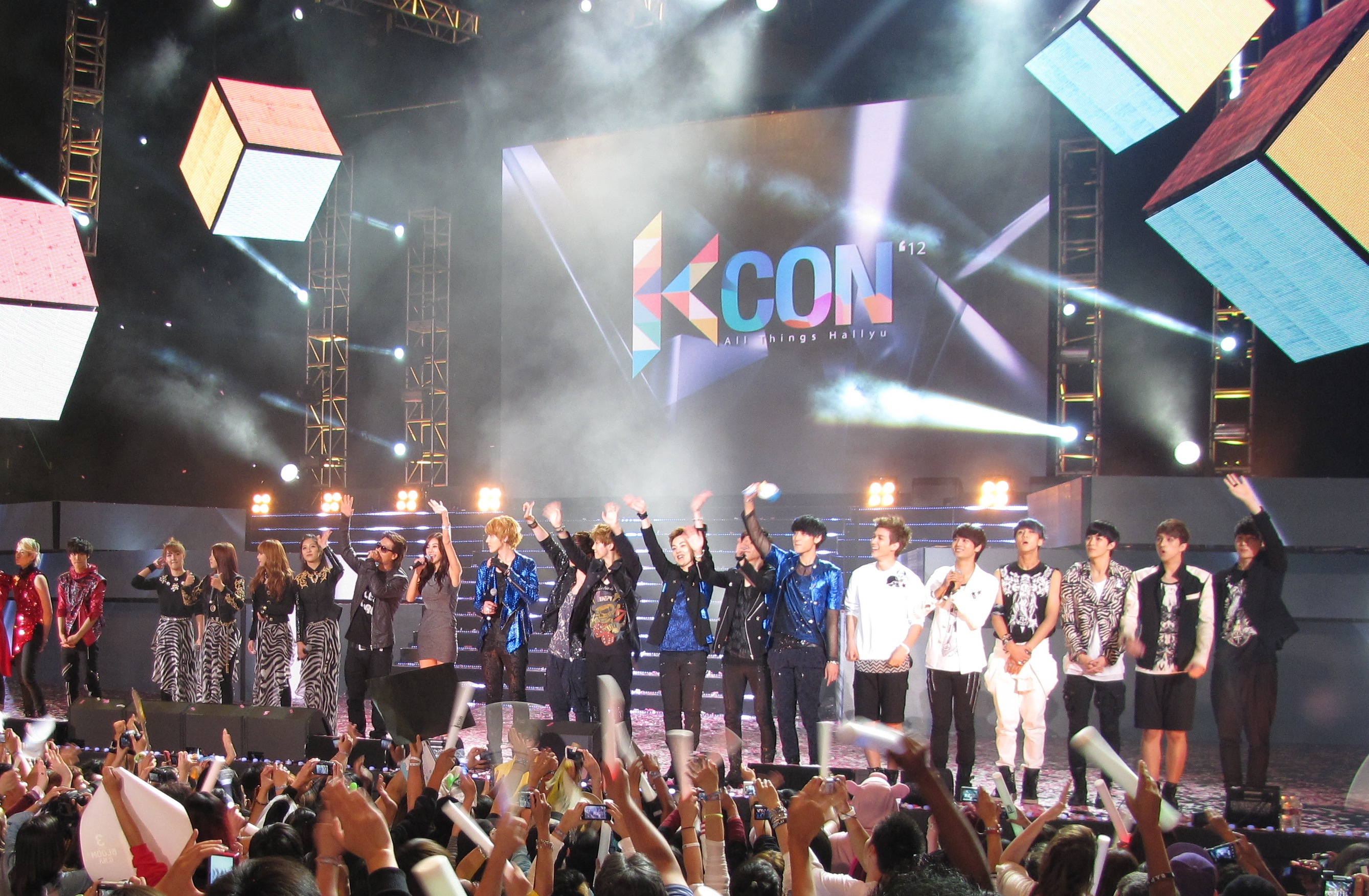
Các nghệ sĩ trên sân khấu KCON 2012

KCON là một sự kiện âm nhạc K-pop thường niên đã được tổ chức tại nhiều nơi trên thế giới bởi Mnet Media, lần đầu tiên được tổ chức tại Hoa Kỳ.

## Bối cảnh
KCON được tổ chức bởi công ty giải trí và ghi âm Mnet Media của Hàn Quốc. Mục đích của KCON là thiết lập một sự kiện diễn ra thường niên để cải thiện trải nghiệm của người hâm mộ Mỹ bằng cách cung cấp cách thức hợp túi tiền để kết nối lẫn nhau cũng như kết nối với các nghệ sĩ và chuyên viên đến từ ngành âm nhạc K-pop. Trong sự kiện KCON năm 2012, Ted Kim của Mnet Media được nhà báo Michael Holmes từ đài CNN phỏng vấn về sự đi lên của K-pop tại Hoa Kỳ.

## Dòng thời gian

### 2012
KCON 2012 được tổ chức vào ngày 13 tháng 10 năm 2012 tại Hý viện ngoài trời Verizon Wireless ở Irvine, California. Các nghệ sĩ âm nhạc được mời biểu diễn gồm có 4minute, B.A.P, EXO, NU'EST, VIXX và G.NA.

### 2013
KCON 2013 sẽ được tổ chức từ 24 đến 25 tháng 8 năm 2013 tại Nhà thi đấu thể thao Los Angeles Memorial. Đội hình nghệ sĩ có 2AM, DJ Koo, Dynamic Duo, EXO, F(x), G-Dragon, Teen Top, Yu Seung Woo.

## Địa điểm và thời gian
| Thời gian                     | Thành phố   | Quốc gia    | Địa điểm                                  | Số người tham dự | Danh sách nghệ sĩ biểu diễn |
| ----------------------------- | ----------- | ----------- | ----------------------------------------- | --- | --- |
| Ngày 13 tháng 10 năm 2012     | Irvine      | Hoa Kỳ      | Verizon Wireless Amphitheatre             | 10,000 | 4Minute, B.A.P, EXO-M, G.NA, NU'EST, VIXX |
| Ngày 24 tháng 8 năm 2013      | Los Angeles | Hoa Kỳ      | Nhà thi đấu thể thao Los Angeles Memorial | 20,000 | 2AM, Dynamic Duo, EXO (K và M)), F(x) (với DJ Koo), G-Dragon, Crayon Pop, Henry Lau, Missy Elliott, Teen Top, Yu Seung Woo (với Heejun Han) |
| Ngày 25 tháng 8 năm 2013      | Los Angeles | Hoa Kỳ      | Nhà thi đấu thể thao Los Angeles Memorial | 20,000 | 2AM, Dynamic Duo, EXO (K và M)), F(x) (với DJ Koo), G-Dragon, Crayon Pop, Henry Lau, Missy Elliott, Teen Top, Yu Seung Woo (với Heejun Han) |
| Ngày 9 tháng 8 năm 2014       | Los Angeles | Hoa Kỳ      | Nhà thi đấu thể thao Los Angeles Memorial | 42,000 | G-Dragon, B1A4, IU, Teen Top, VIXX |
| Ngày 10 tháng 8 năm 2014      | Los Angeles | Hoa Kỳ      | Nhà thi đấu thể thao Los Angeles Memorial | 42,000 | Girls' Generation, BTS, CNBLUE, Jung Joon-young, Spica |
| Ngày 22 tháng 4 năm 2015      | Saitama     | Nhật Bản    | Saitama Super Arena                       | | Sân khấu ngoài trời 5tion, CODE-V, High4, Shu-I, Tahiti |
| Ngày 22 tháng 4 năm 2015      | Saitama     | Nhật Bản    | Saitama Super Arena                       | 15,000 | Sân khấu M! Countdown Block B, B1A4, Boyfriend, Got7, Infinite, Jun. K, Kangnam, Lovelyz, My Name, Nicole, Sistar, Supernova |
| Ngày 1 tháng 8 năm 2015       | Los Angeles | Hoa Kỳ      | Trung tâm Staples                         | 58.000 | Got7, Monsta X, Roy Kim, Sistar, Super Junior |
| Ngày 2 tháng 8 năm 2015       | Los Angeles | Hoa Kỳ      | Trung tâm Staples                         | 58.000 | AOA, Block B, Red Velvet, Shinhwa, Zion.T, Crush |
| Ngày 8 tháng 8 năm 2015       | Newark      | Hoa Kỳ      | Trung tâm Prudential                      | 17.000 | Girls' Generation VIXX, AOA, Teen Top |
| Ngày 6 và 7 tháng 11 năm 2015 | Jeju        | Hàn Quốc    | Sân vận động Jeju                         | 17,000 | Convention Stage Day6, Park Boram, Paloalto, Sonamoo, Mamamoo, Poten, Roy Kim, Oh My Girl Stadium Concert Block B, Kangnam, Teen Top, Spica, Roy Kim, Chen Zi Tong, SG Wannabe, Shin Seung-hun, Shinhwa                                                                                                  |
| Ngày 25 tháng 3 năm 2016      | Abu Dhabi   | UAE         | du Arena                                  | 8,000 | BTS, Taeyeon, Kyuhyun, Double S 301, Ailee, Monsta X, Spica |
| Ngày 9 tháng 4 năm 2016       | Chiba       | Nhật Bản    | Makuhari Messe                            | 33,000 | AOA, Kim Sung-kyu, Lovelyz, Monsta X, Nicole, N.Flying, WINNER |
| Ngày 10 tháng 4 năm 2016      | Chiba       | Nhật Bản    | Makuhari Messe                            | 33,000 | 2PM, Boyfriend, Twice, Block B, Day6, Jun Jin, Heize |
| Ngày 2 tháng 6 năm 2016       | Paris       | Pháp        | AccorHotels Arena                         | 18,476 | BTS, Block B, SHINee, F.T. Island, F(x), I.O.I |
| Ngày 24 tháng 6 năm 2016      | New Jersey  | Hoa Kỳ      | Trung tâm Prudential                      | 40.000 | Ailee, BTOB, Crush + Dynamic Duo, Seventeen |
| Ngày 25 tháng 6 năm 2016      | New Jersey  | Hoa Kỳ      | Trung tâm Prudential                      | 40.000 | BTS, Day6, Eric Nam, Mamamoo |
| Ngày 30 tháng 7 năm 2016      | Los Angeles | Hoa Kỳ      | Trung tâm Staples                         | 35.000 | Block B, Dean, Amber, G-Friend, I.O.I, SHINee, Turbo |
| Ngày 31 tháng 7 năm 2016      | Los Angeles | Hoa Kỳ      | Trung tâm Staples                         | 35.000 | Astro, BTS, Davichi, Eric Nam, Girls' Generation-TTS, Monsta X, Twice |
| Ngày 17 tháng 3 năm 2017      | Mexico City | Mexico      | Mexico City Arena                         | 33,000 | BTS, Eric Nam, EXID, NCT 127 |
| Ngày 18 tháng 3 năm 2017      | Mexico City | Mexico      | Mexico City Arena                         | 33,000 | Astro, Infinite H, Monsta X, Red Velvet |
| Ngày 19 tháng 5 năm 2017      | Chiba       | Nhật Bản    | Makuhari Messe                            | 48,500 | Convention Stage A-Jax, Boys Republic, INX, NAUGHTYBOYS, Noh Ji Hoon, Pungdeng-E, STELLAR, TopSecret, TRITOPS Sân khấu M! Countdown Apeace, Astro, BTOB, Day6, Junho, Pristin, SF9, Victon |
| Ngày 20 tháng 5 năm 2017      | Chiba       | Nhật Bản    | Makuhari Messe                            | 48,500 | Convention Stage A-Jax, Boys Republic, INX, NAUGHTYBOYS, Noh Ji Hoon, Pungdeng-E, STELLAR, TopSecret, TRITOPS, UNIONE Sân khấu M! Countdown Apink, Babylon, CLC, CNBLUE, Got7, Heize, Lovelyz, Monsta X                                                                                                  |
| Ngày 21 tháng 5 năm 2017      | Chiba       | Nhật Bản    | Makuhari Messe                            | 48,500 | Convention Stage A-Jax, INX, NAUGHTYBOYS, Noh Ji Hoon, Pungdeng-E, STELLAR, TopSecret, TRITOPS, UNIONE Sân khấu M! Countdown Block B, CODE-V, GFriend, K.Will, Pentagon, Seventeen, Boys24 Unit Black, Cosmic Girls                                                                                      |
| Ngày 23 tháng 6 năm 2017      | New Jersey  | Hoa Kỳ      | Trung tâm Prudential                      | 43.000 | GFriend, Highlight, KNK, SF9, Zion.T |
| Ngày 24 tháng 6 năm 2017      | New Jersey  | Hoa Kỳ      | Trung tâm Prudential                      | 43.000 | CNBLUE, NCT 127, Twice, UP10TION |
| Ngày 19 tháng 8 năm 2017      | Los Angeles | Hoa Kỳ      | Trung tâm Staples                         | 40.000 | Cosmic Girls, Girl's Day, Seventeen, SF9, Super Junior-D&E, VIXX |
| Ngày 20 tháng 8 năm 2017      | Los Angeles | Hoa Kỳ      | Trung tâm Staples                         | 40.000 | Astro, Got7, Heize, KARD, NCT 127, Wanna One, Oh My Girl, Kim Tae-Woo |
| Ngày 22 tháng 9 năm 2017      | Sydney      | Australia   | Qudos Bank Arena                          | 21,000 | EXO, Girl's Day, Pentagon, SF9, Victon |
| Ngày 23 tháng 9 năm 2017      | Sydney      | Australia   | Qudos Bank Arena                          | 21,000 | Cosmic Girls, Monsta X, SF9, UP10TION, Wanna One |
| Ngày 13 tháng 4 năm 2018      | Chiba       | Nhật Bản    | Makuhari Messe                            | 68,000 | Convention Stage CODE-V, Ha Minwoo, MASC, Million seller, Moon Shine, NEON Sân khấu M! Countdown Gugudan, Momoland, Pentagon, Samuel, Wanna One, Rainz, Cosmic Girls, Victon, Chungha |
| Ngày 14 tháng 4 năm 2018      | Chiba       | Nhật Bản    | Makuhari Messe                            | 68,000 | Convention Stage ACE, CODE-V, Ha Minwoo, MASC, Million Seller, Moon Shine, NEON Sân khấu M! Countdown Fromis 9, GFriend, Seventeen, Stray Kids, Wooyoung, BLK, Imfact, Sik-K, TRCNG, Reddy |
| Ngày 15 tháng 4 năm 2018      | Chiba       | Nhật Bản    | Makuhari Messe                            | 68,000 | Convention Stage ACE, Ha Minwoo, MASC, Million Seller, Moon Shine, NEON Sân khấu M! Countdown Golden Child, Monsta X, SF9, Sunmi, Twice, Heize (với Davii), The Boyz, N.Flying, IN2IT |
| Ngày 23 tháng 6 năm 2018      | New Jersey  | Hoa Kỳ      | Trung tâm Prudential                      | 53.000 | Heize, Pentagon, Red Velvet, Super Junior, Stray Kids |
| Ngày 24 tháng 6 năm 2018      | New Jersey  | Hoa Kỳ      | Trung tâm Prudential                      | 53.000 | EXID, fromis 9, Wanna One, NCT 127, Golden Child |
| Ngày 11 tháng 8 năm 2018      | Los Angeles | Hoa Kỳ      | Trung tâm Staples                         | 50.000 | Ailee, Crush, Dynamic Duo, Golden Child, IN2IT, Momoland, TWICE, Wanna One, Davichi, Mia |
| Ngày 12 tháng 8 năm 2018      | Los Angeles | Hoa Kỳ      | Trung tâm Staples                         | 50.000 | Chung Ha, fromis 9, IMFACT, NU'EST W, PENTAGON, SEVENTEEN, Dreamcatcher, Roy Kim |
| Ngày 29 tháng 9 năm 2018      | Bangkok     | Thái Lan    | IMPACT Arena                              | 42,000 | Chung Ha, Golden Child, Monsta X, Nature, Stray Kids, Sunmi, Wanna One |
| Ngày 30 tháng 9 năm 2018      | Bangkok     | Thái Lan    | IMPACT Arena                              | 42,000 | fromis 9, (G)I-DLE, Got7, PENTAGON, The Boyz, The East Light, Varsity |
| Ngày 17 tháng 5 năm 2019      | Chiba       | Nhật Bản    | Makuhari Messe                            | 68,000 | Sân khấu M! Countdown Kim Jaehwan, The Boyz, Ha Sung-woon, Momoland, IZ*ONE, Ateez, AB6IX, Jeong Se-woon, Cherry Bullet, The Rose Convention Stage A.C.E., A-Peace, D-Crunch, G Most, In&Choo, M.A.P6, MY.st, NTB, Oneus, Onewe, Pinkfantasy, SIM YEJUN, Spectrum, The Rose, Trei, Two.Brothers, VOISPER |
| Ngày 18 tháng 5 năm 2019      | Chiba       | Nhật Bản    | Makuhari Messe                            | 68,000 | Sân khấu M! Countdown Itzy, WJSN, VERIVERY, Monsta X, ONF, Chungha, NU’EST, A.C.E, The Rose, Park Ji-hoon, TARGET Convention Stage A-Peace, D-Crunch, G Most, In&Choo, M.A.P6, MY.st, Niiisans's, NTB, Oneus, Onewe, Pinkfantasy, SIM YEJUN, Spectrum, The Rose, Trei, Two.Brothers, VOISPER             |
| Ngày 19 tháng 5 năm 2019      | Chiba       | Nhật Bản    | Makuhari Messe                            | 68,000 | Sân khấu M! Countdown IZ*ONE, Twice, Pentagon, GWSN, SF9, Oneus, Nature, VAV, fromis 9, The Rose, D-Crunch Convention Stage A.C.E, A-Peace, G Most, In&Choo, MY.st, Niiisans's, NTB, Onewe, Pinkfantasy, SIM YEJUN, Spectrum, The Rose, Trei, Two.Brothers, VOISPER                                      |
| Ngày 6 tháng 7 năm 2019       | New York    | Hoa Kỳ      | Madison Square Garden                     | [ 22 ] | NU’EST, TXT, ATEEZ, IZ*ONE, THE BOYZ |
| Ngày 7 tháng 7 năm 2019       | New York    | Hoa Kỳ      | Javits Center                             | [ 22 ] | SF9, (G)I-DLE, AB6IX, VERIVERY, SEVENTEEN, fromis 9 |
| Ngày 17 tháng 8 năm 2019      | Los Angeles | Hoa Kỳ      | Los Angeles Convention Center             | [ 25 ] | AB6IX, ATEEZ, IZ*ONE, LOONA, MOMOLAND, NU'EST, SF9 |
| Ngày 18 tháng 8 năm 2019      | Los Angeles | Hoa Kỳ      | Trung tâm Staples                         | [ 25 ] | fromis 9, ITZY, MAMAMOO, N.Flying, SEVENTEEN, Stray Kids, VERIVERY |
| Ngày 28 tháng 9 năm 2019      | Bangkok     | Thái Lan    | IMPACT Arena                              | [ 28 ] | Boy Story, EVERGLOW, Golden Child, Got7, Kim Jaehwan, ONEUS, THE BOYZ, ITZY, Nature, X1 |
| Ngày 29 tháng 9 năm 2019      | Bangkok     | Thái Lan    | IMPACT Arena                              | [ 28 ] | IZ*ONE, Stray Kids, AB6IX, ATEEZ, (G)I-DLE, VERIVERY, BVNDIT, Chungha, X1 |
| 30 tháng 9 năm 2022           | Riyadh      | Ả Rập Xê Út | Boulevard Riyadh City                     | data-sort-value="" style="background: #DDF; vertical-align: middle; text-align: center; " class="no table-no2" \| TBA | P1Harmony, Pentagon, Rain, Secret Number, Sunmi, The Boyz |
| 1 tháng 10 năm 2022           | Riyadh      | Ả Rập Xê Út | Boulevard Riyadh City                     | data-sort-value="" style="background: #DDF; vertical-align: middle; text-align: center; " class="no table-no2" \| TBA | Ateez, Hyolyn, NewJeans, Oneus, STAYC, TO1 |
| 31 tháng 1 năm 2023           | Bangkok     | Thái Lan    | IMPACT ARENA                              | | 8TURN, Bambam, (G)-IDLE, iKON, JO1, KQ Fellaz 2, Mbitious, P1Harmony, YOUNGJAE. |
| 1 tháng 2 năm 2023            | Bangkok     | Thái Lan    | IMPACT ARENA                              | INI, Kep1er, TNX, TO1                                                                                                 | |
| 2 tháng 2 năm 2023            | Bangkok     | Thái Lan    | IMPACT ARENA                              | ATEEZ, ITZY, TEMPEST                                                                                                  | |
| 12 tháng 5 năm 2023           | Chiba       | Nhật Bản    | Makuhari Messe                            | | INI, JUST B, NiziU, STAYC, YENA, THE BOYZ, 8TURN |
| 13 tháng 5 năm 2023           | Chiba       | Nhật Bản    | Makuhari Messe                            | AB6IX, ATBO, ATEEZ, DXTEEN, JO1, LE SSERAFIM, VIVIZ, XG                                                               | |
| 14 tháng 5 năm 2023           | Chiba       | Nhật Bản    | Makuhari Messe                            | ZEROBASEONE, ENHYPEN, iKON, ITZY, Kep1er, TEMPEST, xikers, &TEAM                                                      | |

## Đón nhận
Jeff Benjamin từ tạp chí Billboard viết rằng sự kiện KCON "đánh lên mọi nốt nhạc để cung cấp một cái nhìn mới về một thế giới âm nhạc vẫn đang tìm chỗ đứng ở đất Mỹ" và giải thích rằng với hàng nghìn người đến dự KCON '12 đến từ khắp nơi ở Bắc Mỹ, sự kiện này "thực sự chứng tỏ khả năng vượt rào cản ngôn ngữ và khởi động thứ mà có lẽ sẽ là một sự kiện âm nhạc thường niên".
Joseph L. Flatley từ mạng truyền thông The Verge đã tham dự KCON '12 và đưa tin rằng điểm nổi bật của toàn bộ sự kiện này là buổi biểu diễn nơi nửa tá ban nhạc K-pop trình diễn, trong đó nhiều nhóm mới lần đầu diễn ở Hoa Kỳ.
Tờ The Orange County Register mô tả KCON '12 là "một cuộc xâm lăng kéo dài cả ngày của K-Pop tại Sân khấu ngoài trời Verizon Wireless".